# Улица Решетникова (Санкт-Петербург)
Улица Реше́тникова — улица в Московском районе Санкт-Петербурга. Проходит от Московского проспекта за Сызранскую улицу.

## История
Первоначально с 1902 года называлась Георгиевский переулок (от Московского проспекта до Свеаборгской улицы), связано с местонахождением в проезде акционерного общества Георгиевских мыловаренных и химических заводов. Иногда употреблялось в форме Георгиевская улица. Переименована  в улицу Решетникова 3 августа 1940 года, в честь русского писателя Ф. М. Решетникова.
В 1940-е годы присоединены Вардовский переулок и новый участок, пересекающий Сызранскую улицу. Название Вардовский переулок известно с 1906 года, происходит от фамилии домовладельца.

## Достопримечательности
- Московский рынок (дом 12)
- Завод «Электросила», Филиал ОАО «Силовые Машины» (дом 16)
- Автоколонна ГУДП «Центр»